# والتر فورستر (كاتب)
والتر فورستر (بالألمانية: Walter Forster)‏ هو كاتب سيناريو نمساوي، ولد في 22 يناير 1900 في فيينا في النمسا، وتوفي في 14 ديسمبر 1968 في تيغرنزيه في ألمانيا.

## وصلات خارجية
- والتر فورستر على موقع IMDb (الإنجليزية)
- والتر فورستر على موقع ميوزك برينز (الإنجليزية)
- والتر فورستر على موقع قاعدة بيانات الأفلام السويدية (السويدية)
- والتر فورستر على موقع قاعدة بيانات الفيلم (الإنجليزية)
- والتر فورستر على موقع كينوبويسك (الروسية)